# 西祖谷山村西岡向
西祖谷山村西岡向（にしいややまむらにしおかむかい）は、徳島県三好市の町名。郵便番号は778-0000。

## 地理
三好市の西部に位置。北は西祖谷山村西岡・西祖谷山村東西岡、東は西祖谷山村後山向、南は西祖谷山村北浦山・西祖谷山村徳善、西は西祖谷山村徳善西とそれぞれ接する。

## 歴史
- 2006年（平成18年）3月1日 - 三好郡西祖谷山村が三野町・池田町・山城町・井川町・東祖谷山村と合併して三好市が発足し、現在の町名となる。

## 世帯数と人口
2021年（令和3年）12月31日現在の世帯数と人口は以下の通りである。
| 町丁             | 世帯数 | 人口 |
| ---------------- | ------ | ---- |
| 西祖谷山村西岡向 | 1世帯  | 1人  |

## 小・中学校の学区
市立小・中学校に通う場合、学区は以下の通りとなる。
| 番地 | 小学校             | 中学校               |
| ---- | ------------------ | -------------------- |
| 全域 | 三好市立檪生小学校 | 三好市立西祖谷中学校 |

## 交通

### 鉄道
- 最寄駅はJR土讃線の大歩危駅。

### 道路
都道府県道
- 徳島県道45号西祖谷山山城線